# Турецко-персидские войны

Турецко-персидские войны (Ирано-турецкие войны) — войны между Османской империей и Ираном в правление нескольких его династий, в XVI — начале XIX века, за обладание Кавказом и Ираком, за захват стратегических и торговых путей, проходивших через Месопотамию и Закавказье.
В то же время войны велись под религиозными лозунгами — османы объявили ересью шиизм, государственную религию Ирана, а шииты в свою очередь — суннизм, господствовавший в Османской империи.

## Хронология войн
Всего историки насчитывают в течение указанного периода 9 войн между Ираном и Турцией:
| Война               | Османский султан                | Персидский шах                | Мирный договор                     |
| ------------------- | ------------------------------- | ----------------------------- | ---------------------------------- |
| 1514—1555           | Селим I Явуз, Сулейман I Кануни | Исмаил I, Тахмасп I           | Амасьяский мир                     |
| 1578—1590           | Мурад III                       | Аббас I Великий               | Стамбульский договор (1590)        |
| 1603—1618, 1-я фаза | Ахмед I                         | Аббас I Великий               | Договор Насух-паши                 |
| 1603—1618, 2-я фаза | Ахмед I, Мустафа I, Осман II    | Аббас I Великий               | Серавский мир                      |
| 1623—1639           | Мурад IV                        | Аббас I Великий, Сефи I       | Зухабский мир                      |
| 1723—1727           | Ахмед III                       | Мир Махмуд-шах, Мир Ашраф-шах | Хамеданский договор                |
| 1730—1736, 1-я фаза | Ахмед III, Махмуд I             | Тахмасп II                    | Договор Ахмет-паши                 |
| 1730—1736, 2-я фаза | Махмуд I                        | Аббас III, Надир-шах          | Константинопольский договор (1736) |
| 1743—1746           | Махмуд                          | Надир-шах                     | Керденский договор                 |
| 1775—1776           | Абдул-Хамид I                   | Керим-хан Зенд Мохаммад       | нет                                |
| 1821—1823           | Махмуд II                       | Фетх Али-шах                  | Эрзурумский мир                    |

## Война 1514—1555 годов
Война началась после того, как шахиншах Ирана Исмаил I (1502—1524) захватил Курдистан, Армению и Ирак Арабский с Багдадом, которые ранее входили в состав туркоманской племенной конфедерации Ак-Коюнлу (2-я пол. XV — начало XVI веков). Турецкий султан Селим I нанёс ответный удар, истребив в 1513 году в Малой Азии 40 тысяч шиитов и выступив в поход против Ирана. 23 августа 1514 года турки разгромили кызылбашское войско шаха в Чалдыранской битве, а затем и в битве у Кохчисара в 1515 году и, отказавшись от заключения мира, предложенного Исмаилом, заняли столицу Сефевидов Тебриз (временно) и присоединили к своим владениям Западную Армению, Курдистан и северную часть Ирака.
В 1533 году турецкий султан Сулейман Кануни (1522—1560), заключив мир с Австрией, вновь начал военные действия на востоке. В 1533—1535 годах турецкие войска под фактическим командованием великого визиря Ибрагима-паши Паргалы трижды вторгались в Иранский Азербайджан и заняли Тебриз, в 1534 году захватили Багдад. Затем ими был оккупирован весь Ирак, за исключением Басры (которую турки заняли в 1546 году). Таким образом, османы получили контроль над торговыми путями, соединяющими Средиземноморский регион с Персидским заливом.
В результате похода в Закавказье в 1536 году турецкие войска присоединили часть Юго-Западной Грузии (Олти, Артвин и др.), в 1538 году взяли город Ван в Южной Армении.
В свою очередь, армия шаха Тахмаспа I (1524—1576) в 1538 году завоевала Ширван.
В 1548 году турецкий султан принял Элькаса Мирзу — брата шаха Ирана. Одновременно османы, совершив дальний рейд в Иран, вновь заняли Азербайджан, взяли Тебриз, углубились в Иран до Кашана и Кума и захватили Исфахан. В том же году они вторглись в Восточную Армению, в 1549 году — в Южную Грузию.
29 мая 1555 года в Амасье между Турцией и Ираном был подписан мирный договор, по которому к Турции переходил Ирак с Багдадом. Азербайджан с Тебризом удерживал за собой Иран. Грузия и Армения были поделены между обеими государствами. Крепость Карса должна была быть срыта, а его окрестности опустошены. Область вокруг Карса была объявлена нейтральной.

## Война 1578—1590 годов
Восстановив к 1578 году, вопреки договору, крепость Карса, турки перешли в наступление и захватили в 1578 году восточную часть Самцхе-Саатабаго, 10 августа разбили персидские войска при Чылдыре, вторглись в Восточную Грузию и Восточную Армению, заняли Ширван. Однако 27 ноября 1578 года турецкая армия была разгромлена под Шемахой и изгнана из Ширвана.
С 1579 года турецкая армия и 100-тысячное войско крымского хана возобновили набеги на Ширван и Восточную Армению. В 1583 году они захватили Ширван и Баку. Опустошительные походы турецко-татарских войск в Закавказье продолжались до 1589 года. Значительная часть местного населения была перебита, угнана в рабство или бежала, а города Тебриз, Гянджа, Шемаха и другие были разорены.
По Стамбульскому мирному договору 21 марта 1590 года Турция получала весь Азербайджан (без Талыша и Ардебиля), Восточную Армению, Восточную Грузию, значительные части Луристана и Курдистана, а также другие территории.
Победы турок над персами в XVI веке в первую очередь были обусловлены внутренними неурядицами и восстаниями в Иране, который к тому же не имел такой сильной артиллерии и постоянной пехоты, как Турция.

## Война 1603—1612 годов

Персидский шах Аббас I Великий, создав регулярную армию, в начале XVII века начал новую войну с Турцией, которая была втянута в очередную войну с Габсбургами. На престол взошёл молодой султан Ахмед I, а в Анатолии бушевала джелялийская смута. В 1603—1604 годах войска шаха, разбив турок в битве при Суфиане, взяли и разграбили Нахичевань, Тебриз, Джульфу и Эривань. В 1603—1607 годах они также уничтожили турецкие гарнизоны в Азербайджане, завоевали Восточную Армению. Из Армении было переселено вглубь Ирана более 300 тысяч армян. Были захвачены также Луристан, Восточная Грузия и Южный Курдистан.
Турецкая армия в 1609—1612 годах неоднократно вторгалась в Азербайджан, пытаясь взять Тебриз, но всякий раз терпела неудачу. При этом в Османской империи нашлись государственные чиновники, которые намеревались признать завоевания персов. Стамбульский мирный договор от 20 ноября 1612 года подтверждал завоевания Ирана.

## Война 1616—1618
Турция начала военные действия в расчёте вернуть утраченные территории. В сентябре-ноябре 1616 года турецкие войска безуспешно осаждали Нахичевань и Эривань, в 1617 году крымские татары совершили набеги на Ганджу и Джульфу, а затем вместе с турецкой армией подошли к Тебризу, но 10 сентября 1618 году турецко-татарское войско было разгромлено шахом Аббасом в Серабской долине. При этом на трон взошёл султан Осман II, который пристально следил за началом Тридцатилетней войны в Европе.
Ирано-турецкий договор от 29 сентября 1619 года в основном подтверждал положения договора 1612 года. Добавлялось лишь то, что Турция предоставляла Ирану свободу действий в Картли и Кахети, а также передавала ему санджаки Дерне и Дертенг.

## Война 1623—1639
Военные действия начал Иран. При этом валиде Кёсем-султан посадила на трон своего сына Мурада, однако в Анатолии вспыхнуло восстание Абаза Мехмеда-паши. В 1623—1624 годах шах Аббас завоевал весь Ирак Арабский с городами Багдад, Неджеф, Кербела, а также Северную Месопотамию. В том же, 1624 году иранские войска в Грузии заняли Ахалцихе. Однако в конце 1625 года, в результате ослабления иранского господства в Грузии, подорванного народным восстанием Георгия Саакадзе, турки возвратили себе Ахалцихе. За этот район в течение нескольких последующих лет происходила упорная борьба — в 1627 он был отвоёван у турок Ираном, в 1635 турецкие войска вновь заняли Ахалцихе и Ахалкалаки. В том же 1625 году турки отторгли от Грузии Самцхе-Саатабаго, превратив его в турецкий пашалык. Турция вернула себе также северную Месопотамию с Мосулом и Киркуком, но 9-месячная осада Багдада (сентябрь 1625 — июль 1626) успеха не имела. Потерпев вторую неудачу под Багдадом в 1630 году, турки сделали главным полем военных действий Западный Иран (разорив лежащий на востоке Ирана Хорасан) и Закавказье. В 1638 году турецкая армия во главе с султаном Мурадом Четвёртым взяла Багдад.
17 мая 1639 года был подписан мирный Касре-Ширинский (Зохабский) договор, по которому между Турцией и Ираном в основном подтверждалась граница, установленная договором от 1612 года.

## Война 1723—1727
Воспользовавшись развалом государства Сефевидов, ускоренным нашествием на Иран афганских племён, турецкий султан Ахмед III (1703—1730) весной 1723 года развернул широкое наступление на востоке. Турецкие войска вторглись в Восточную Грузию (взяли Тифлис), Восточную Армению, Азербайджан (в 1724—1725 годах были взяты турками Мераге, Хой, Нахичевань, Ордубад, Тебриз, Ганджа, Ардебиль), Западный Иран (провинция Луристан, города Нехавенд, Казвин, Хамадан).
Турецкие завоевания создали серьёзную угрозу интересам России на Кавказе и на Каспии. В 1722—1723 годах Россия в результате Персидского похода заняла каспийское побережье до Энзели, что было закреплено русско-иранским договором от 23 сентября 1723 года. Возникшая в связи с этим угроза русско-турецкой войны была устранена подписанием Константинопольского договора между Россией и Турцией 23 июня 1724 года.
Не удовлетворившись захватом значительной территории, Турция отправила свои армии в Восточный Иран, к Исфахану, но была в октябре 1726 года остановлена афганским правителем Ирана — Ашрафом. По Хамаданскому мирному договору от 4 октября 1727 года Ашраф признавал турецкого султана халифом всех мусульман, а также признавал отход к Турции всех владений Ирана, завоёванных Турцией в результате войны и перешедших к ней по русско-турецкому договору 1724 года. Султан, в свою очередь, признавал Ашрафа государем Ирана, но в вассальной зависимости от Турции.

## Война 1730—1736
Фактический правитель Ирана, полководец Надир выступил против Хамаданского договора и в 1730 году разбил и изгнал турецкие войска из Хорасана, Керманшаха и Иранского Азербайджана.
Позднее, когда Надир подавлял восстания афганцев в Хорасане в 1731 году, шах Тахмасп II, боявшийся усиления Надира, предпринял самостоятельно военные действия против турок, но был разбит под Хамаданом и 10 января 1732 года подписал с ними мир, по которому Турция удерживала за собой всё Закавказье севернее реки Аракс.
Низложив Тахмаспа, Надир в конце 1732 года опять развязал военные действия против турок, в 1733 году дважды осаждал Багдад и вынудил турецкого пашу Багдада подписать договор о признании границ 1639 года. Когда договор был отвергнут султаном, Надир развернул боевые действия в Закавказье — в 1734—1735 его войска завоевали и опустошили восточное Закавказье, Восточную Армению, Восточную Грузию. 14 июня 1735 года между Эчмиадзином и Карсом 70-тысячная армия Надира разбила 80-тысячное турецкое войско. Заключённый в Стамбуле 17 октября 1736 года мирный договор предусматривал возвращение Ирану всех территорий, ранее захваченных Турцией. Однако этот договор так и не вступил в силу.

## Война 1743—1746
В 1743 году Надир начал против Турции новую войну. В сентябре его армии осадили Мосул, а в июле-октябре 1744 года — Карс. 23 августа 1745 года иранские войска нанесли туркам серьёзное поражение в битве при Карсе, однако развить этот успех Надир не смог — в Иране вспыхнули мятежи, и он вынужден был для их подавления перебросить вглубь страны значительные силы, сняв их с театра военных действий.
Мирный договор, заключённый 4 сентября 1746 года в Кердане, между Казвином и Тегераном. подтвердил условия договора 1639 года.

## Война 1775—1776
После поражения Турции в русско-турецкой войне 1768—1774 и пользуясь фактическим отпадением мамлюкского Ирака от Османской империи Керим-хан Зенд начал войну, за обладание Ирака Арабского. Али-Мурад Хан Зенд и Назар Али Хан Зенд вторглись в Курдистан, для поддержки эмира Бабана, который вёл войну с багдадским пашой Омаром. Тем временем младший брат Керим-хана Садиг-Хан в апреле 1775 года осадил Басру. Несмотря на помощь Омана и британской Ост-Индской компании, имевшей в городе свою факторию, Басра пала спустя год осады 16 апреля 1776 года. Багдадские власти оказали городу незначительную помощь, поскольку в это время в Багдаде произошла смута. Басра оставалась во власти Ирана до 1779 года, когда, после смерти Керим-хана, была возвращена тогдашним правителем Багдада Хасан-пашой. Из-за смут, происходивших как в Османской империи, так и в Иране, война на этом прекратилась восстановлением status quo. Формальных договоров заключено не было.

## Война 1821—1823
После поражения в русско-персидской войне 1804—1813, Иран, по инициативе принца Аббас-Мирзы провёл модернизацию своей армии с помощью британских инструкторов. Возможность испытать боевые качества своей новой армии Аббас-Мирза получил во время конфликта с Османской империей, которая предпринимала вторжения на территорию иранского Азербайджана под предлогом наказания бежавших мятежников. В ответ на эти действия Иран в 1821 году начал войну. Армия Аббас-Мирзы вторглась на территорию Западной Армении в район озера Ван, а затем нанесла поражение турецким войскам при Эрзуруме. Иранские войска действовали успешно и на других фронтах: в районах Баязета, Диярбакыра и в Ираке. Слабость Турции была вызвана необходимостью борьбы с греческим восстанием 1821—1829 годов. В дальнейшем иранским войскам не удалось закрепить свой успех. По мирному соглашению 1823 года границы остались неизменными.
В 20—40-х годах XIX столетия на ирано-турецкой границе неоднократно происходили вооружённые столкновения, однако они не привели к изменению границы.

## Оценки
Американский учёный Руди Пол Линдер называет противостояние Османов и Сефевидов борьбой оседлого и кочевого мира.